# Rannasitik
Rannasitik est une petite île située au large des côtes de l'Estonie, dans le comté de Saare, en Mer Baltique. L’île est inhabitée et fait partie des nombreuses petites îles qui entourent Saaremaa, la plus grande île estonienne.  
Elle est intégrée dans un environnement naturel préservé, servant de refuge à différentes espèces d’oiseaux marins et de flore côtière typiques de la Baltique. Comme plusieurs autres îlots de la région, Rannasitik est protégée dans le cadre de zones naturelles estoniennes et constitue un lieu d’intérêt pour l’ornithologie et l’écotourisme.  